# Büssing 900
Büssing 900 to autobus miejski, produkowany przez niemiecką firmę Büssing. Była to wersja znacznie większa od serii 400. Pojazdy te były napędzane gazem świetlnym.